# .ie
.ie là tên miền quốc gia cấp cao nhất (ccTLD) của Cộng hòa Ireland. Tuy nhiên, điều kiện đăng ký rất thoáng cho những người đăng ký sống ở, hoặc có liên hệ với đảo Ireland, bao gồm cả Bắc Ireland thuộc Vương quốc Anh và Bắc Ireland.
Tên miền.ie được quản lý bởi Đại học Cao đẳng Dublin, rồi chuyển giao đến Jon Postel vào năm 1989, cho đến khi Cơ quan tên miền IE (IEDR) được thành lập vào năm 2000;trường đại học hiện nay vẫn là Tổ chức Tài trợ cho IANA. IEDR được xem là bảo thủ hơn các cơ quan khác và đặt ra một số giới hạn về đăng ký. Ví dụ nó có chính sách đối với tên riêng.
Chính sách đăng ký đã được tự do hơn trong những năm gần đây và những quy định như việc không cho đăng ký tên miền chung chung đã được bỏ. Những người nộp đơn xin tên miền.ie vẫn phải cung cấp bằng chứng về quyền hợp pháp đối với tên miền họ định đăng ký.
Giá của tên miền.ie vào khoảng từ €30 đến €100, khá mắc so với các tên miền cấp cao khác như.com hay.net. Tuy nhiên, IEDR đã giảm giá sỉ của.ie trong vài năm gần đây và số lượng đăng ký tên miền.ie đăng tăng lên dần dần.
Cách thông thường để đăng ký tên miền.ie là thông qua Các cơ quan bán lại.ie Lưu trữ ngày 4 tháng 7 năm 2008 tại Wayback Machine mặc dù có thể đăng ký trực tiếp qua IEDR. Đăng ký trực tiếp khá mắc tiền.
Không có chính sách về tên miền cấp 2. Tuy nhiên một số tên miền cấp hai rõ ràng là tồn tại như edu.ie và gov.ie. Có những thảo luận trong cộng đồng Internet Ireland trong những năm qua về việc giới thiệu thêm các tên miền cấp 2 nhưng rất ít được thực hiện.
Chính phủ Ireland sử dụng tên miền con của gov.ie cho nhiều trang web của nó nhưng mỗi cơ quan chính phủ đã có tên miền.ie riêng. Trang cổng thông tin chính của Chính phủ Ireland nằm ở irlgov.ie Lưu trữ ngày 8 tháng 11 năm 2008 tại Wayback Machine.
Một số tên miền cấp cao khác, chủ yếu là các tên miền 2 chữ và những tên miền có khả năng xúc phạm (như porn.ie) bị cấm không được đăng ký. Tuy nhiên các tên miền hai chữ bao gồm một ký tự và một số được cho phép. Một ngoại lệ duy nhất là tên miền ul.ie được đăng ký bởi trường Đại học Limerick trước khi luật nào được áp dụng. Tên miền trong mục cấm sẽ trả về thông tin ở WHOIS nhưng không nằm trong khu vực của.ie.